# تارو یاماموتو
تارو یاماموتو (انگلیسی: Taro Yamamoto; ۲۴ نوامبر ۱۹۷۴ – ) سیاستمدار اهل ژاپن بود.
از فیلم‌ها یا برنامه‌های تلویزیونی که وی در آن نقش داشته‌است می‌توان به نبرد سلطنتی، شین سن گومی اشاره کرد.